# ليون جونسون (لاعب رماية)
ليون جونسون (بالفرنسية: Léon Johnson)‏ هو لاعب رماية فرنسي، ولد في 29 فبراير 1876 في نيس في فرنسا، وتوفي في 2 يناير 1943 في باريس في فرنسا.

## وصلات خارجية
- ليون جونسون على موقع أوليمبيديا (الإنجليزية)